# 渡邊優里奈
渡邊優里奈（日语：／ Watanabe Yurina，1990年7月30日—），日本女性配音員。出身於長野縣。Mausu Promotion所屬。A型血。

## 簡歷
2010年左右進入日本播音演技研究所，2014年畢業。同年加入Mausu Promotion附屬訓練學校後，2016年加入Mausu Promotion。

## 人物
興趣、特長：爵士鼓、氣功、攝影、開車、料理、文筆。資格：英語檢定2級、漢字檢定2級、廣播檢定2級。

## 演出
粗體字表示主要角色。

### 電視動畫
2016年
- JoJo的奇妙冒險系列（2016年—2019年、女學生B、觀光客2、女〈男〉）2系列[注 1]
- 夢幻慶典（男孩子）

2017年
- Hand Shakers（女性）
- 時間支配者（村人A）
- Princess Principal（大人）
- 18if（小孩）

2018年
- 宇宙戰艦提拉米斯（宇宙獵犬）
- 足球小將翼 (2018年版)（2018年—2024年，立花和夫（日语：立花兄弟）[5][6]）2系列[注 2]
- 搖曳莊的幽奈小姐（羽良嶋累）

2019年
- 正中間的理久（日语：きんだーてれび#まんなかのりっくん@きんてれ）（理久[7]）
- 多羅羅 (2019年版)（幼年不知火）
- 閃電十一人 俄里翁的刻印（拉克利特·斯普特）
- 獵獸神兵（當地孩子）

2020年
- 〈Infinite Dendrogram〉-無盡連鎖-（晚公牛）
- Lapis Re:LiGHTs（教師、體育教師）
- 交通工具人 移動樂園的跑車君（日语：のりものまん モービルランドのカークン）（桑普）

2022年
- 王者天下（幼年蒙武、小孩）

2023年
- 聖者無雙 ～上班族的異世界生存之道～（克伊娜）
- 狩龍人拉格納（女性、迷路的少年、街上的人）

### 電影動畫
- 生日幻境（2019年，村子女性）

### 網路動畫
- Mausu動物園（2018年—，西伯利亞哈士奇的優里奈／Mausu Pro斯魯巴）
- Mausu動物園名作劇場（2020年，西伯利亞哈士奇的優里奈）
- 小鯊魚出門趣（日语：おでかけ子ザメ）（2023年—2024年，小作君、母親、鴨媽媽、孩子們、蜥蜴、奶奶、媽媽、大狗、姐姐、奶奶、女高中生B、女神、阿姨、海狸、媽媽的聲音、鯊魚幽靈、運動會廣播、男孩子B）

### 遊戲
2016年
- Sid Story（絲甸[8]、萊斯特[9]）

2017年
- 御城計劃:RE ～CASTLE DEFENSE～（日语：御城プロジェクト）（杉目城[10]）
- 天華百劍 -斬-（大般若長光[11]）

2018年
- 永恆冒險 次元追逐者（尼吉亞[12]）
- 王之逆襲（奈拉）
- 祈禱之天秤（魯弗斯·尼亞拉斯[13]）

2019年
- 永遠的七日（薇拉、嵐、巫殷）
- 火焰之紋章 風花雪月（薩米亞＝聶芙蘭特[14]）
- SD鋼彈 G世代 CROSSRAYS（我的角色聲音〈女性18〉、一般兵聲音〈女性士兵C〉）

2020年
- 最终幻想VII 重製版
- 火焰之紋章 英雄（2020年—2024年，塞萊娜、薩米亞）
- 足球小將翼 新秀崛起（日语：キャプテン翼 (ゲーム)）（立花和夫（日语：立花兄弟））

2021年
- 陰陽師：妖怪小班（黑無常[15]）
- 鬼滅之刃 火之神血風譚

2022年
- 火焰之紋章無雙 風花雪月（薩米亞＝聶芙蘭特）
- Everybody 1-2-Switch！[16]

2024年
- 最終幻想VII 重生

2025年
- 無期迷途（黎莎洛）

### 廣播劇CD
- MAUSU THEATER

### 外語配音

#### 電影
- 極限網紅（英语：No Escape (2020 film)）（艾琳·艾薩克斯〈荷蓮·羅丹〉）

#### 紀錄片
- 上山下海歎世界（英语：Bondi Vet）
- 托尼·羅賓斯

#### 動畫
- 安吉拉的聖誕節（英语：Angela's Christmas）（湯姆）
- 暫停！讓我查攻略（日语：攻略うぉんてっど!〜異世界救います!?〜）（雞）

## 腳註

## 外部連結
- 渡邊優里奈｜Mausu Promotion （日語）
- （日語）—渡邊優里奈的官方個人部落格。
- 渡邊優里奈的X（前Twitter） （日語）
- （日語）—WEB THE TELEVISION（日语：ザテレビジョン）
- 渡邊優里奈 （页面存档备份，存于） （日語）—oricon
- 渡邊優里奈 （页面存档备份，存于） （日語）—allcinema（日语：allcinema）